# Mykołajiwka (hromada Wysokopilla)
Mykołajiwka (ukr. Миколаївка) – wieś na Ukrainie, w obwodzie chersońskim, w rejonie berysławskim. W 2001 liczyła 456 mieszkańców.